# Crash 2030
Crash 2030 - Ermittlungsprotokoll einer Katastrophe (en español, Crash 2030) es una película de docuficción producida por el organismo de radiotelevisión público alemán Hessischer Rundfunk. La historia se desarrolla en una Europa unida que se enfrenta a las consecuencias del cambio climático. Partiendo de la premisa de «quien contamina paga», la trama se centra en un fiscal que propone demandar a quienes causaron el desastre. Dirigida por Joachim Faulstich, la película cuenta con Dietrich Hollinderbäumer en el papel del fiscal Galinowski. Se estrenó en televisión el 6 de mayo de 1994.

## Argumento
La película sigue una estructura de protocolo, exponiendo los resultados de las investigaciones llevadas a cabo por el fiscal Galinowski, quien examina la magnitud de la catástrofe climática de 2030. El panorama de esta distópica Europa es devastador: desde los Alpes hasta el mar del Norte no hay más que bosques muertos y ríos secos. En las altas montañas, los furiosos ríos de barro han arrasado ciudades en los valles de Baviera, ahora inhabitables. El Rin y el Lago de Constanza están completamente secos en verano, lo que impide la navegación. En invierno y primavera, los ríos que aún no se han secado inundan los valles, puesto que las riadas son el pan de cada día. En la película también aparecen con frecuencia incendios forestales, como el que asola el bosque de Teutoburgo y destruye el Hermannsdenkmal, un importante monumento del patrimonio cultural alemán. Además, el nivel del mar no para de subir, provocando tormentas devastadoras que arrollan las tierras de los estados costeros. Muchas islas ya están deshabitadas, como la isla de Sylt, la más grande del mar del Norte. Si bien todas las imágenes, así como las entrevistas, son ficticias, el documental mezcla todo esto con pronósticos científicos realizados en los años noventa.
Crash 2030 también refleja la sociedad de esta catastrófica Europa. Tal como se muestra en las imágenes, el turismo se ha paralizado y gran parte de la población se ha empobrecido. Los destinos vacacionales del sur de Europa han quedado reducidos a desiertos con hoteles totalmente vacíos. Aunque se intentó utilizar estos espacios como albergues para refugiados de África y del sudeste asiático, el plan fracasó por la falta de agua. Como consecuencia de estas nuevas condiciones, el ocio y el turismo han cambiado de manera radical. Los parques de atracciones, especialmente los acuáticos, están de moda. Las imágenes más impactantes provienen de los tours en submarino por la costa del mar del Norte, donde el nuevo turismo permite visitar las ciudades hundidas por el aumento del nivel del mar. Aún existen deportes de invierno, aunque de forma restringida, y los cañones de nieve se prohíben de cara al próximo año.
Entre los años 1985 y 1995, los datos sobre el cambio climático eran conocidos y accesibles al público, y ya se habían propuesto soluciones. Sin embargo, aunque en la siguiente década hubo tiempo suficiente para cambiar el curso del desastre, no se hizo nada para frenarlo. Por tanto, el fiscal Galinowski pretende que se abran investigaciones para que los responsables rindan cuentas, presentando cargos ante el Tribunal de Justicia de la Unión Europea contra todas las empresas automovilísticas, energéticas y químicas. Además, acusa personalmente a los políticos François Mitterrand, Margaret Thatcher y Helmut Kohl, quienes durante sus largos mandatos, hubieron tenido tiempo suficiente para implementar cambios. No obstante, la película no da a conocer el resultado de la sentencia, por lo que el final de Crash 2030 queda abierto.

## Contexto
Para representar la crisis climática, la película combina tecnología digital avanzada con grabaciones auténticas tomadas entre 1985 y 1995. Los escenarios se basan en investigaciones científicas del Instituto Max Planck de Hamburgo, así como de otras instituciones académicas y científicas. En aquel momento, el consenso científico sobre el cambio climático comenzaba a gestarse, según el cual, el calentamiento global desde finales del siglo XIX se debía a emisiones de gases de efecto invernadero por las actividades humanas. En 1990 se publicó el primer Informe de Evaluación del Grupo Intergubernamental de Expertos sobre el Cambio Climático (IPCC). Un par de años después, en 1994, tuvo lugar la Convención Marco de las Naciones Unidas sobre el Cambio Climático. Este acuerdo instaba a los países desarrollados a asumir compromisos específicos para proteger el clima y reducir gradualmente sus emisiones de gases de efecto invernadero, de forma que intentaran llevarlas a los niveles del año 1990.
No se sabe hasta qué punto las consecuencias del calentamiento global en Alemania podrían conducir realmente a las catástrofes climáticas como las que se muestran en el documental. Sin embargo, algunos de los escenarios representados en la película se pueden comparar con situaciones reales que han ocurrido en los últimos años. Un ejemplo sería el desbordamiento ficticio del río Partnach, en el estado de Baviera, que se asemeja a las inundaciones en el distrito de Ahrweiler (Renania-Palatinado) de 2021. En Europa, anomalías meteorológicas como la sequía y la ola de calor, tanto en 2018como en 2022, llevaron a récords de temperatura, periodos de estiaje en el río Rin y a una disminución de las nevadas en las sierras.
En 2015, con el Acuerdo de París, la comunidad internacional se comprometió a limitar el aumento del calentamiento global por debajo de los 2 gradoscentígrados respecto de la temperatura de la época preindustrial, con la idea de restringirlo a 1,5 grados, en la medida de lo posible. Desde entonces, el Acuerdo de París ha constituido la base de la Ley Europea del Clima («Objetivo 55»)y de la Ley Federal Alemana de Protección del Clima.
Activistas climáticos, como el grupo Última Generación, exigen un endurecimiento de las leyes para alcanzar la neutralidad climática mucho antes de la fecha legalmente establecida de 2045. Temen que, de aquí a 2030, la situación evolucione de tal manera que los escenarios presentados en el documental se conviertan en una realidad.
En la película, el ecu es la moneda de toda Europa. De hecho, el ecu fue reemplazado por el euro en una proporción de 1:1 a partir del 1 de enero de 1999, cuando entró en vigor la tercera fase de la Unión Económica y Monetaria Europea.
El modo en que aparece el Tribunal de Justicia de la Unión Europea en la película es ficticio. En efecto, este tribunal tiene jurisdicción para interpretar y aplicar los tratados en los que se basa la Unión Europea. Sin embargo, son los Estados miembros de la UE los que deben asegurar que, dentro de sus competencias, existan los medios legales necesarios para que los ciudadanos puedan defender sus derechos derivados de la legislación de la UE ante los tribunales nacionales.
La Constitución Europea que se menciona en la película no existe en esa forma. El Tratado por el que se establece una Constitución para Europa, firmado en 2004, nunca llegó a entrar en vigor y fue sustituido por el Tratado de Lisboa, que se implementó en 2009. En la película, el artículo 26 de la Constitución Europea regula los delitos contra el futuro y estipula el principio de «quien contamina paga». En efecto, originalmente el artículo I-26 del Tratado Constitucional de la UE debería haber integrado las disposiciones sobre la Comisión Europea. Y estaba previsto que el principio de «quien contamina paga» se estipulara en el párrafo 2 del artículo III-233.
El Ejército de la Unión que se menciona en la película tampoco existe tal y como se refleja. El intento de fundar una Comunidad Europea de Defensa fracasó en 1954 por la oposición de Francia. En su lugar, se optó por fundar la Unión Europea Occidental (UEO), que se disolvió en 2011. Sin embargo, recientemente, partidos como Volt Europa han reclamado la creación de un ejército europeo.
En la película se muestra también cómo Suiza pasa a formar parte de la Unión Europea. En realidad, Suiza presentó su solicitud de adhesión a la UE el 22 de mayo de 1992. No obstante, tras un referéndum realizado el 6 de diciembre de 1992, que resultó en un rechazo a la participación en el Espacio Económico Europeo (EEE), el Consejo Federal de Suiza suspendió la candidatura del país tanto para la Unión Europea como para el EEE. Esta solicitud fue posteriormente retirada en marzo de 2016.

## Crítica
«La película logra que uno se cuestione la credibilidad que tendrán las imágenes televisivas en un futuro cercano. Crash 2030 no solo es una llamada a la conciencia ecológica, sino, sobre todo, una advertencia sobre la representación mediática de la realidad ambiental. Porque, si no tenemos cuidado, lo único que haremos en la devastada Europa de 2030 será sentarnos frente al televisor para consolarnos con la imagen de un mundo ideal creado digitalmente.» – TAZ